# Campionati del mondo di ciclismo su strada 1953
I Campionati del mondo di ciclismo su strada 1953 si disputarono a Lugano, in Svizzera, tra il 29 e il 30 agosto 1953.
Furono assegnati due titoli:
- 29 agosto: Prova in linea maschile Dilettanti, gara di 180,000 km
- 30 agosto: Prova in linea maschile Professionisti, gara di 270,000 km

## Storia
Ritornati in Svizzera dopo Zurigo 1946, i mondiali videro il ritorno al successo della selezione italiana nella prova riservata ai professionisti, ventun anni dopo la vittoria di Alfredo Binda a Roma nel 1932.
La squadra era disegnata intorno a Fausto Coppi che, ormai trentaquattrenne, dopo le assenze degli ultimi anni aveva preparato la stagione appositamente per il mondiale, corso su un percorso duro e adatto alle sue caratteristiche. Al primo attacco di Stan Ockers e Raphaël Géminiani, risposero subito Nino Defilippis e Pasquale Fornara che li raggiunsero seguiti poi dallo stesso Coppi. Successivamente fu proprio Coppi con una serie di attacchi a staccare tutti gli avversari, con il belga Germain Derycke che fu l'ultimo a staccarsi sulla salita della Crespera. Il vantaggio del "Campionissimo" continuò ad aumentare fin sul traguardo, che tagliò con sei minuti su Derycke e sette su Ockers. Su settanta corridori partiti, ventisette conclusero la prova.
Terzo titolo consecutivo italiano nella prova dilettanti, con Riccardo Filippi medaglia d'oro, seguito da Gastone Nencini argento; il bronzo andò a Rik Van Looy.

## Medagliere
| Pos.   | Nazione | Oro | Argento | Bronzo | Totale |
| ------ | ------- | --- | ------- | ------ | ------ |
| 1      | Italia  | 2   | 1       | 0      | 3      |
| 2      | Belgio  | 0   | 1       | 2      | 3      |
| Totale | Totale  | 2   | 2       | 2      | 6      |

## Sommario degli eventi
| Eventi                 | Oro                     | Tempo                      | Argento                | Tempo   | Bronzo              | Tempo   |
| Uomini Professionisti  |                         |                            |                        |         |                     |         |
| Gara in linea dettagli | Fausto Coppi Italia     | 7h30'59" Media 35,921 km/h | Germain Derycke Belgio | a 6'22" | Stan Ockers Belgio  | a 7'33" |
| Uomini Dilettanti      |                         |                            |                        |         |                     |         |
| Gara in linea dettagli | Riccardo Filippi Italia | 4h59'19"                   | Gastone Nencini Italia | ?       | Rik Van Looy Belgio | a 8"    |